# Erigonoplus sibiricus
Erigonoplus sibiricus là một loài nhện trong họ Linyphiidae.
Loài này thuộc chi Erigonoplus. Erigonoplus sibiricus được Kirill Yuryevich Eskov & Yuri M. Marusik miêu tả năm 1997.